# Motutapere Island (Waikato)
Motutapere Island ist eine Insel im Hauraki Gulf, im Norden der Nordinsel von Neuseeland.

## Geographie
Motutapere Island befindet sich an der Westküste der Coromandel Peninsula, rund 6 km westsüdwestlich von Coromandel und rund 580 m westlich der Küste von Whanganui Island. Die Insel, die ihre höchste Erhebung mit 175 m in der Mitte der Insel besitzt, hat eine Länge von rund 1,07 km in Nord-Süd-Richtung und eine maximale Breite von rund 660 m in Ost-West-Richtung. Sie dehnt sich dabei über eine Fläche von rund 45 Hektar aus.
Motutapere Island wird von Ost nach Süd in einem gut halben Kilometer von Whanganui Island umschlossen, grenzt im Norden an den Waimate Channel und besitzt mit der 810 m in nordnordwestlichen Entfernung liegenden Waimate Island eine weitere Nachbarinsel.

## Flora und Fauna
Die Insel ist gänzlich mit Büschen und Bäumen bewachsen.